# Gleaner Company
Gleaner Company Ltd. es una empresa editorial de periódicos con sede en Kingston, Jamaica. Fundada en 1834 por Joshua y Jacob De Cordova, el producto principal de la empresa es The Gleaner, un periódico matutino que se publica seis días a la semana. También publica un periódico dominical, el Sunday Gleaner, y un tabloide vespertino, The Star. Las ediciones semanales en el extranjero se publican en Canadá, el Reino Unido y los Estados Unidos. El periódico se conocía como The Daily Gleaner hasta 1992.